# Stöpsel

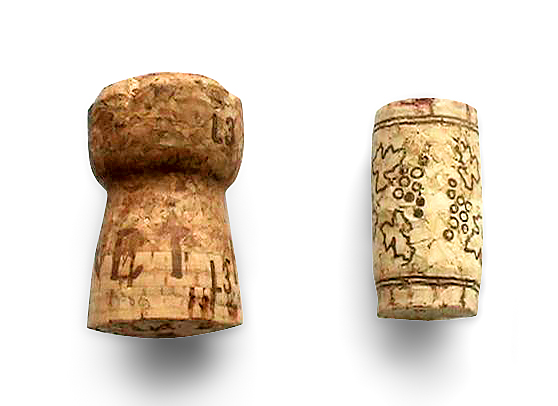
Stöpsel (Korken)

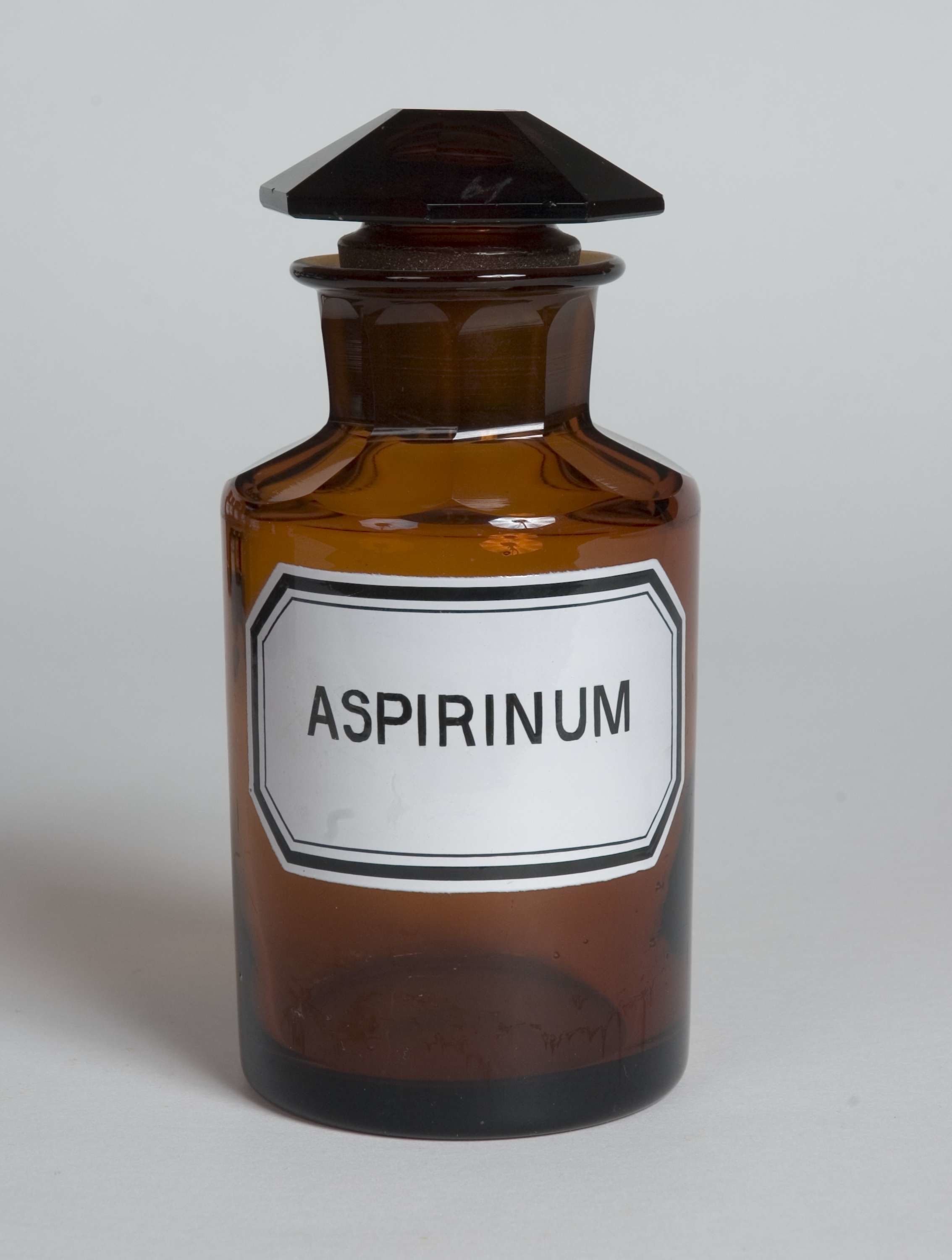
Medizinalflasche mit Glasstöpsel

Ein Stöpsel (Plural Stöpsel, auch Stopfen oder Pfropfen) ist ein Gegenstand, der dazu dient, ein Loch dicht zu verschließen. Das Wort stammt aus dem 18. Jahrhundert und ist eine Substantivierung zum nieder- und mitteldeutschen Verb stoppen, was so viel wie anhalten, seit dem 16. Jahrhundert auch im Lauf aufhalten (eigentlich durch ein Hindernis sperren) bedeutet.
Durch den Verschluss soll das Entweichen oder das Eindringen eines Gases oder einer Flüssigkeit, zum Beispiel Wasser, verhindert werden. Im Gegensatz zum Deckel werden Stöpsel in das Loch eingepresst und nicht über das Loch gestülpt.
Da Stöpsel dicht halten sollen, werden diese meist aus weichen Materialien wie Gummi oder Kork gefertigt. So lassen sie sich leichter stauchen und in das etwas kleinere Loch pressen. Es existieren aber auch Stöpsel aus Glas oder Holz.

## Anwendung und Einsatzgebiete
In Österreich wird der Korken einer Weinflasche ebenfalls Stöpsel (oder auch Stoppel) genannt, da bis Ende des 17. Jahrhunderts statt eines Korkens Holzstöpsel verwendet wurden. Zwar verschlossen die Römer ihre Weingefäße (Amphoren) bereits mit Korken, die mit Pech versiegelt wurden, aber diese Technik geriet dann mit dem Untergang des Römischen Reiches wieder in Vergessenheit. Im Norden verwendete man dazu Flachs- oder Hanfabfälle, die mit Wachs abgedichtet wurden. Im 15. Jahrhundert wurde der Wein nicht mehr nur im Fass gehandelt und dadurch lernten die Deutschen auch die französische Verschlusstechnik mittels Korkrinde kennen.

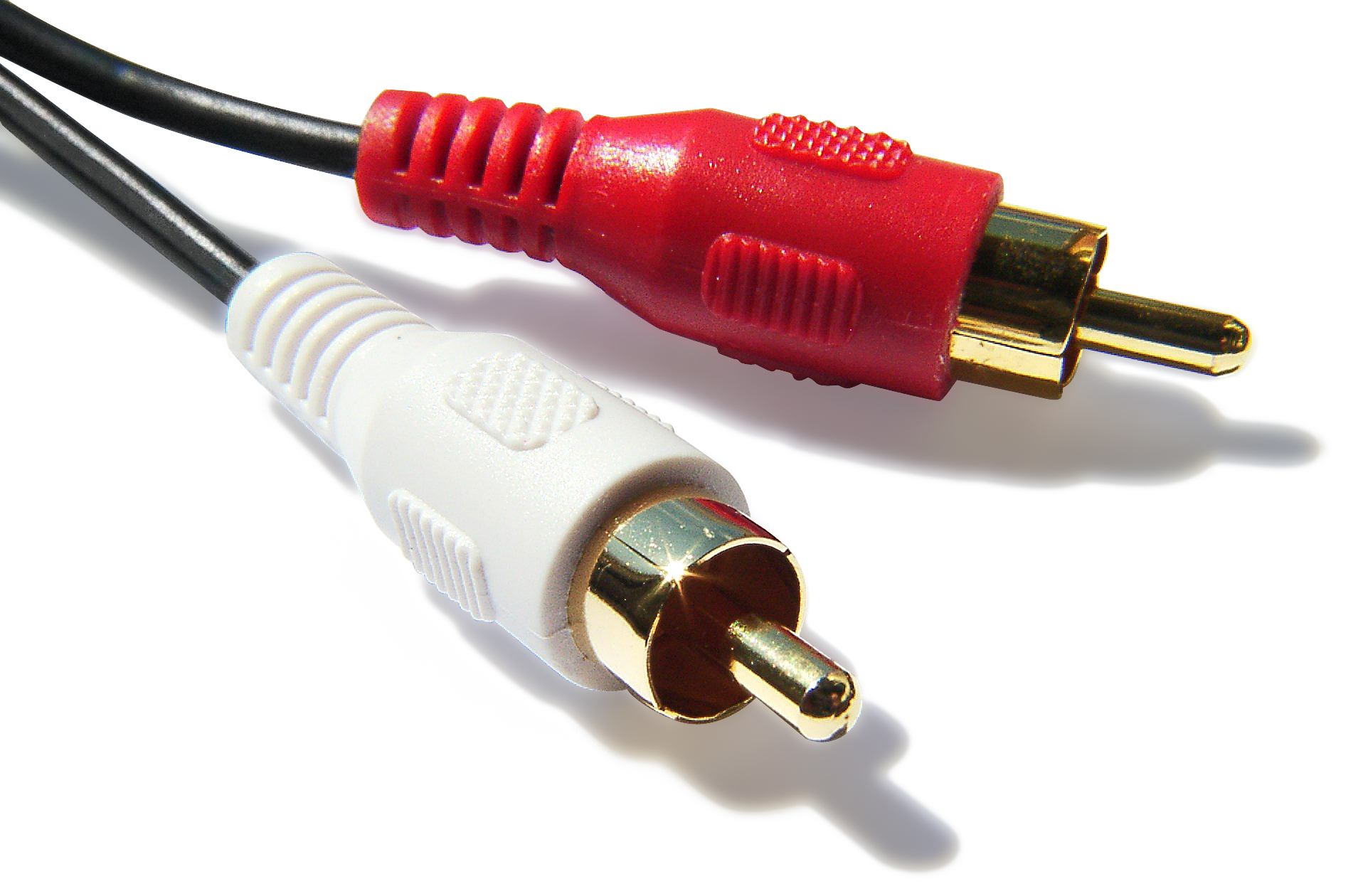
Stöpsel (hier Cinch-Stecker)

Weitere Anwendungen sind das Verschließen von Reagenzgläsern in der Chemie durch den Schliffstöpsel, in der Medizin der Schluss von Kathetern und Infusionsschläuchen. In der operativen Chirurgie werden Stöpsel genutzt, um beim Vorhofflimmern die Thrombenquelle zu verschließen.
Verschiedenartige Ohrenstöpsel dienen der Dämmung gegen Schall, Druckstoß oder Wassereintritt – für Musiker und Hörer, am Arbeitsplatz, beim Wassersport oder Ausruhen/Schlafen.

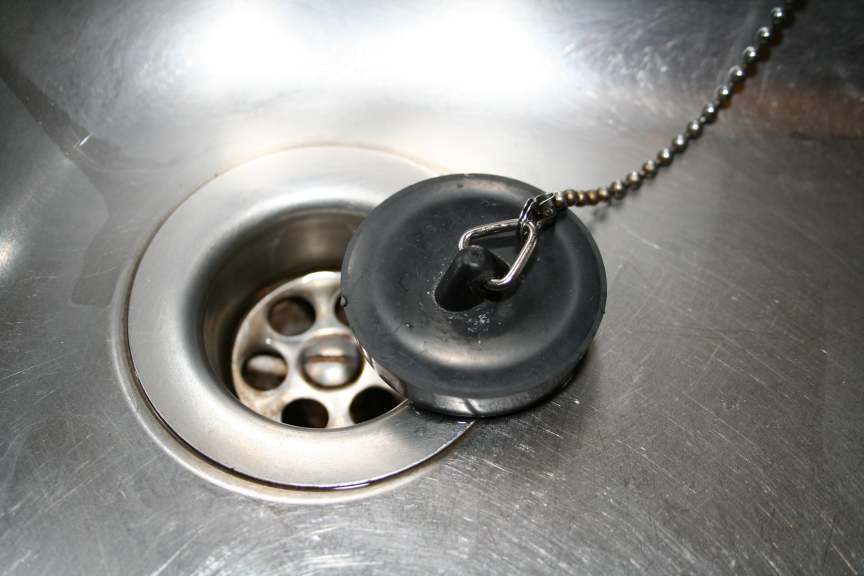
Stöpsel für die Spüle

Stöpsel finden in Badewannen, Wasch- oder Spülbecken ihre Anwendung, indem sie den Abfluss dicht verschließen. Stöpsel für Abwäsche oder Duschtasse, die als durchgängiges Standrohr ausgebildet sind, integrieren die Funktion eines Überlaufs.
Luftmatratzen, Schwimmreifen und Schwimmhilfen sowie andere Aufblasartikel haben zumeist Stöpsel als Verschluss einer jeden Luftkammer. Diese durchwegs runden Stöpsel dichten durch die Kraft der Keilwirkung beim eventuell leicht drehenden Eintreiben eines spitzwinkeligen Konus oder zumindest einer konischen Anfasung eines Zylinders in die Öffnung. Elastizität von zumindest einem der Fügepartner bringt die Gegenkraft zur Anpresskraft auf. Das Halten in der Öfnung erfolgt durch Haftreibung, umlaufende Rillen am Stöpsel können den Halt verbessern. Solche Stöpsel sind typisch durch eine Anbindung gegen Verlieren gesichert. Sicherheitsventile an kleinen Inflatables verlangen neben dem Ziehen des Stöpsels zusätzlich das Quer-Zusammendrücken. Schraubventile und Schraubverschlüsse – typisch für Schlauchboote – dichten hingegen ohne Stöpsel.
Wenn der Wasserdruck des vom Stöpsel gehaltenen Wassers wie im Waschbecken diesen zudrückt, kann dieser als kurzer, stumpfer Kegel ausgebildet sein. Alternativ kommt lappenartige Abdichtung gegen ein Sieb bei Führung durch einen kurzen Stift vor.
Stöpsel, die gegen den zu haltenden Druck in eine Öffnung gesteckt werden müssen fest eingepresst werden, wenn sie nicht sonst wie in Position gehalten werden. Stöpsel von Thermosflaschen mit Glas-Dewargefäß basierten auf einem kraftlos einsteckbaren rohrförmigen Dichtung, die sich durch eine Schraube axial zusammengedrückt radial weitet und so an das Innere der Öffnung anlegt. Moderne Isolierflaschen aus Niro-Stahl weisen im Hals eine kleine Stufe als Dichtsitz auf, an die sich eine Lippendichtung aus Silikongummi anlegt, wenn der Stöpsel in das darüberliegende Gewinde eingeschraubt wird.
Vulgo "Stöpsel" für Flaschen für Flüssigstickstoff und ähnliches tiefkaltes verflüssigtes Gas werden lose von oben in den Hals eingesteckt. Ein zylindrisches Stück geschlossenporigen Hartschaums isoliert vor eindringender Wärme, gehalten wird der Stoppel von einer Kappe aus Alublech, die die Flasche beschirmt, damit nichts Festes oder Flüssiges in die Flasche fallen kann.
Es gibt drei Arten von Ballonverschlüsse für Latexballons, die als Stöpsel in den Hals passen:
- Mit angeklemmtem Band und integriertem Verschlussmechanismus, der durch das Aufstecken des Ballonverschlusses auf eine gasliefernde Kanüle aktiviert und durch das Abziehen nach oben verschlossen wird. Solche Ballonverschlüsse ermöglichen auch einen Ballonfüllautomaten, wie er im Technischen Museum Wien vorhanden ist.
- Das automatisierte Füllen und Entlassen einer Reihe von Wetterballons mit dem kostengünstigen doch explosionsgefährlichen Traggas Wasserstoff erfordert die jeweils händische Vormontage von Ballon und Sonde an einem zentralen Stöpsel, der auf einem Karussell gehaltert und danach bis zum Freilassen in die Atmosphäre rein maschinell gehandhabt wird.
- Größere Leuchtballons aus Latex werden typisch mit einem Stopfen aufgebaut, der in den Hals des Ballons eingebunden wird. Der Stopfen enthält eine gasdichte Durchführung der elektrischen Zuleitung, mitunter auch einen absperrbaren Gasschlauch. Ein leichtes Rohr, das die elektrische Leitung führt, ragt durch den Stopfen etwa bis zum Mittelpunkt des mit Helium gefüllten Ballonvolumens und trägt hier ein Leuchtmittel (ehemals Glühbirne, heute LED). Die den Ballon nach unten fesselnde Zugkraft wird über ein Seil oder die elektrische Leitung selbst am unteren Rohrende eingeleitet, das außen so weit aus dem Ballon ragt, wie die andere Hälfte nach innen. Das entstehende Moment richtet die Stange vertikal auf und soll gewährleistet, dass das Leuchtmittel etwa mittig im Ballon gehalten wird, was bei hoher Oberflächentemperatur von Glühlampen essentiell für das Überleben der empfindlichen Latexhaut ist.

## Als Metapher
In Zeichentrickfilmen oder Cartoons kann ein Stöpsel aus einem See oder Schwimmbecken gezogen werden, um diesen wie eine Badewanne zu entleeren.
Wird eine Erdkugel oder anderes großes Objekt als prall aufgeblasenes Inflatable dargestellt, kann es durch bloßes Ziehen des für dichten Verschluss sorgenden Stöpsels seine Gasfüllung verlieren und auf unbedeutende Kleinheit zusammenschrumpfen.

## Weitere Verwendungen des Wortes

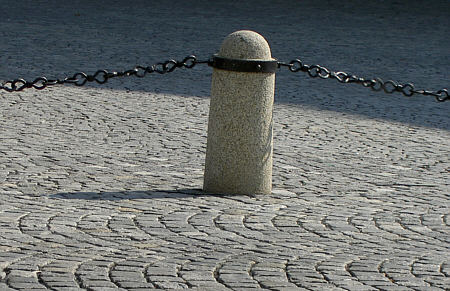
Stöpsel (Straßenpoller oder auch Pömpel)

- Straßenpoller (auch Pömpel) werden in einigen Regionen auch als Stöpsel bezeichnet. Aufgrund eines solchen wurde Stöpsel 2001 in Augsburg das Unwort des Jahres.
- Außerdem wird der Begriff Stöpsel auch für Stecker als elektrische Bauelemente aller Art gebraucht.
  - Stöpselwiderstand – Vielfachwiderstand, der durch das Einstecken von jeweils zwei Kontakte verbindenden konischen Stöpseln aus Messing variiert wird
- Bei der sexuellen Praktik des Analverkehrs beschreibt der Analstöpsel (Butt Plug) ein Sexspielzeug.
- Stöpsel ist eine umgangssprachliche Bezeichnung für Tampon (französisches Wort für Stöpsel).
- Stöpsel ist umgangssprachlich ein nicht wertender und geschlechtsneutraler Begriff für kleine Kinder. Ebenso wird der Begriff als Spitz- oder Kosename (oft bei kleiner gewachsenen Menschen) verwendet.
- einer Sache den Stöpsel ziehen bedeutet „etwas (meist zuwiderlaufendes) beenden“.

## Comicfiguren
Die Stöpsel (Plural); Rolf Kaukas Comicfigur Stops hat eine Nichte und zwei Neffen. Die drei zusammen werden grundsätzlich Die Stöpsel genannt. Die Erstüberschriften der Geschichten lauten daher immer entweder „Hops und Stops“ oder mit Beisein der drei Kleinen „Hops, Stops und die Stöpsel“.